# 島津英樹
島津 英樹（しまづ ひでき、1950年3月8日 - ）は、日本の実業家。株式会社スカラ共同創業者・元代表取締役社長。

## 人物・来歴
1973年に東京工業大学工学部経営工学科を卒業。その後、三井情報開発入社。1985年リクルートI&N部門課長。1991年田村健三とデータベースサービス販売代理店としてデータベース・コミュニケーションズ（のちのスカラ）を創業、取締役副社長就任。1999年に三井情報開発から、データベース管理システムを引き継ぎ、2000年からは代表取締役社長を務め、2001年に大阪証券取引所ナスダックジャパンへの上場を果たした。2006年には取締役を退任したが、2007年代表取締役社長に復帰。2008年取締役会長。2013年取締役。2017年取締役を退任。